# Науменко Олександр Анатолійович
Олександр Анатолійович Науменко (нар.. 1956, Ворожба, Сумської області, УРСР) — радянський і російський оперний співак (бас) українського походження, соліст Великого театру РФ, Народний артист Росії.

## Навчання
У 1985 році закінчив Московську консерваторію імені П. І. Чайковського (клас Р. В. Тіца), а в 1988 році асистентуру (кер. Н. Л. Дорліак).

## Творча діяльність
У 1984—1985 роках стажист Великого театру, а з 1985 року соліст Московської філармонії. У 1990 році був призначений солістом Великого театру. Виступає як концертуючий співак. Викладає у Російській академії музики імені Гнесіних, доцент, завідувач кафедри сольного співу.

## Родина
- Єдиноутробний брат — актор Микола Добринін[4]
- Донька — Олександра Науменко, концертмейстер-коуч «Метрополітен-Опера» Нью-Йорк
- Син — валторніст Тарас Науменко, артист оркестру Дитячого музичного театру ім. Н. І. Сац, Симфонічного оркестру Москви Російська філармонія.

## Нагороди та премії
- 1984 — приз «За артистичність» Всесоюзного конкурсу вокалістів імені Михайла Івановича Глінки
- 1985 — Лауреат Міжнародного конкурсу вокалістів у Гертогенбосі (1-ша премія та приз імені Еллі Амелінг «За краще виконання камерної музики»)
- 2001 — Заслужений артист Російської Федерації
- 2008 — Народний артист Російської Федерації

## Дискографія
- 1993 — «Гравці», диригент Михайло Юровський (Швохнєв)

## Учні
- Соліст Московського академічного музичного театру ім. К. С. Станіславського і Вол. І. Немировича Данченка Петро Соколов
- Артист Молодіжної оперної програми Великого театру Росії Ілля Кутюхін
- Солісти Дитячого музичного театру ім. Н. І. Сац Антон Варенцов та Олександра Антошина